# Manfred Schneider (Mathematiker)
Manfred Schneider (* 22. August 1934 in Kändler; † 6. Juli 2018 ebenda) war ein deutscher Mathematiker und Hochschullehrer.

## Leben
Schneider schloss seine Schulausbildung 1953 mit dem Abitur ab. Er studierte von 1953 bis 1958 Mathematik an der Universität Leipzig. Nachdem er sein Studium mit dem Diplom angeschlossen hatte, arbeitete Schneider als Mathematiker in der Industrie. 1961 ging er als wissenschaftlicher Assistent an die TH Karl-Marx-Stadt, wo er 1963 bei Hans Jäckel mit einer Arbeit zum Thema Eine Methode zur näherungsweisen Lösung von Rand- und Anfangswertaufgaben gewöhnlicher Differentialgleichungen promovierte. Nach seiner Promotion wurde er wissenschaftlicher Oberassistent und bekam Lehraufträge. 1967 habilitierte er sich mit einer Arbeit zum Thema Einschließungssätze bei einem verallgemeinerten Iterationsverfahren und wurde Dozent. 1968 wurde er zum Professor mit Lehrauftrag berufen. Von 1969 bis 1992 hatte er den Lehrstuhl für Numerische Mathematik an der TH Karl-Marx-Stadt (1997 in Technische Universität Chemnitz umbenannt) inne.

## Forschungsinteressen
Schneider forschte auf den Gebieten Funktionalanalysis, gewöhnliche und partielle Differentialgleichungen, ihre numerische Lösung und die Anwendung der Finite-Elemente-Methode auf diese Probleme.

## Ämter, Vorlesungen
Schneider hielt Vorlesungen zu den Themen Höhere Mathematik, Numerische Mathematik, gewöhnliche und partielle Differentialgleichungen und ihre numerische Lösung, Funktionentheorie, Funktionalanalysis, Finite-Elemente-Methode.
Von 1970 bis 1980 und von 1983 bis 1989 war Schneider Direktor der Sektion Mathematik an der TH Karl-Marx-Stadt. Er war Mitglied der Zentralen Fachkommission für Mathematik beim Ministerium für Volksbildung. Beim Ministerium für das Hoch- und Fachschulwesen der DDR war er Mitglied der Zentralen Fachkommission für Mathematik, des Wissenschaftlichen Beirates für Mathematik und Leiter der Arbeitsgruppe Mathematik für Nichtmathematiker.

## Veröffentlichungen (Auswahl)
Schneider war Mitherausgeber von 40 Bänden der Studienbuchreihe "Mathematik für Lehrer" beim Deutschen Verlag der Wissenschaften und der Lehrbüchereihe MINÖL. Er hatte die wissenschaftliche Redaktion der Übersetzung des zweibändigen Werkes von Iwan Semjonowitsch Beresin und Nikolai Petrowitsch Schidkow Numerische Methoden in der Reihe Hochschulbücher für Mathematik, 1970 beim Deutschen Verlag der Wissenschaften.
- Numerische Mathematik, 1991, Dt. Verl. der Wiss, Berlin, ISBN 9783326005911
- Enclosure of solutions of equations using generalized iteration processes (deutsch: Das Einschliessen der Lösung von Gleichungen mittels eines verallgemeinerten Iterationsverfahrens), 1968, Archivum Mathematicum (1968),    Volume: 004, Issue: 2 online
- Enclosure of solutions of equations in a Banach space (deutsch: Das Einschliessen der Lösungen von Gleichungen im Banachraum), 1967, Archivum Mathematicum (1967), Volume: 003, Issue: 2 online
- Einschließungssätze bei einem verallgemeinerten Iterationsverfahren, Karl-Marx-Stadt, Techn. Hochsch., Habil.-Schr., 1967
- Eine Methode zur näherungsweisen Lösung von Rand- und Anfangswertaufgaben bei gewöhnlichen Differentialgleichungen, Karl-Marx-Stadt, Hochsch. f. Maschinenbau, Diss., 1963